# Henrik Toft Hansen
Henrik Toft Hansen (Skive, 1986. december 18. –) olimpiai bajnok dán válogatott kézilabdázó, beálló,  jelenleg a dán Mors-Thy Håndbold játékosa.
Hansen mind a négy testvére kézilabdázik, bátyjával, René Toft Hansennel együtt nyerték meg a rioi olimpiát 2016-ban.

## Pályafutása
Henrik Toft Hansen több dán csapatban megfordult, bajnokságot nyerni az AG København csapatával tudott 2012-ben. 2013-ban a friss Bajnokok ligája győztes német HSV Hamburghoz igazolt. Két szezont töltött ennél a csapatnál, 2015-ben az EHF-kupában döntőig jutottak, de ott a Füchse Berlintől vereséget szenvedtek. 2015-től játszott a német SG Flensburg-Handewittben, amely csapattal 2018-ban bajnok lett. 2018 nyara óta a francia bajnok Paris Saint-Germain Handball játékosa. Öt megszerzett francia bajnoki cím után 2023-ban visszatért első profi csapatához, a Mors-Thy Håndboldhoz.
A dán válogatottal 2012-ben Európa-bajnokságot nyert, 2013-ban a világbajnokságon pedig ezüstérmes lett. Tagja volt a 2016-os rioi olimpián győztes dán csapatnak is.

## Sikerei
- Olimpiai bajnok: 2016
- Világbajnokság ezüstérmese: 2013
- Európa-bajnokság győztese: 2012
- Dán bajnokság győztese: 2012
- Német bajnokság győztese: 2018
- Francia bajnokság győztese: 2019, 2020, 2021, 2022, 2023